# Klas Pontus Arnoldson
Klas Pontus Arnoldson (Gotemburgo, 27 de octubre de 1844-Estocolmo, 20 de febrero de 1916) fue un político, periodista y pacifista sueco, galardonado con el premio Nobel de la Paz en 1908.

## Trayectoria profesional
Luego de trabajar durante diez años en los ferrocarriles suecos, fue elegido miembro del Parlamento (Riksdag). A lo largo de su mandato (1882-1887) trabajó por lograr una neutralidad permanente en los países escandinavos. 
En 1883 fundó la Sociedad Sueca por la Paz y el Arbitraje, donde ocupó el cargo de secretario durante varios años. Debido a esto, así también por su participación en los esfuerzos para evitar la guerra con Noruega en 1905, compartió en 1908 el premio Nobel de la Paz con el danés Fredrik Bajer.
En 1900 escribió La esperanza de los siglos en relación con los adelantos obtenidos a favor de la paz.